# Ting Ling
Ting Ling est un village du Cameroun situé dans le département de Bénoué et la Région du Nord. Le village fait partie de l'arrondissement de Pitoa.  
Le village est situé au pied de montagne éponyme, le Mont Tingling. Il est équipé d'une école primaire et d'un centre de santé intégré.